# سردنیایا ژلزنایا
سردنیایا ژلزنایا (به لاتین: Srednyaya Zheleznaya) یک رود در روسیه است که در استان سوردلوفسک واقع شده‌است.